# Kompaktna plošča
Kompaktna plošča je plošča na bazi visolotlačnih laminat plošč (HPL - high pressure laminates), po standardu EN 438 namenjena notranji in zunanji uporabi.

## Uporaba
- oblačanje fasad,
- balkonov,
- polnil stopniščnih ograj,
- garderob ter za
- razno pohištvo.

## Značilnosti
- široka paleta barv in vzorcev,
- odpornost na ekstremne vremenske vplive,
- optimalna obstojnost barv,
- odpornost na praske,
- odpornost na baze in blage kisline,
- odpornost na udarce,
- odpornost na ekološko neprijazne vremenske vplive (kisel dež),
- visoka mehanska čvrstost (ni pokanja),
- enostavno čiščenje,
- dolgotrajnost,
- odpornost na ekstremno visoke in nizke temperature in
- enostavno vzdrževanje.